# Maurice Bloch (anthropologue)
Pour les articles homonymes, voir Bloch.
Ne doit pas être confondu avec Maurice Bloch (magistrat).
Maurice Bloch , né en 1939 à Caen, est un anthropologue britannique d'origine française. Il est titulaire de la chaire européenne du Collège de France pour l'année 2005-2006. 

## Biographie

### Jeunesse et formation
Maurice Bloch est né en 1939 à Caen. Il est le fils de Pierre Bloch et de Claude Bloch, née Raphael. Pierre Bloch est né le 3 août 1905 à Chalons-sur-Marne. Claude Raphael est née le 29 mai 1910 à Bourg-la-Reine. Pierre Bloch est déporté par le convoi No.1, dit le convoi des notables, le 27 mars 1942, de Drancy/Compiègne vers Auschwitz où il meurt. Claudette Bloch est déportée par le convoi No. 3, le 22 juin 1942, de Drancy vers Auschwitz. Leur dernière adresse est au 203 boulevard Malesherbes, dans le 17e arrondissement de Paris.   Rescapée, Claudette Bloch se remarie en 1950 avec le biologiste britannique John S. Kennedy. Sa grand-mère maternelle  est une nièce d’Émile Durkheim et cousine de Marcel Mauss.
Maurice Bloch part en Angleterre à l'âge de onze ans. Il étudie à la London School of Economics, puis à l'université de Cambridge où il obtient un doctorat d’anthropologie sous la direction de M. Fortes et S.Tambiah en 1967. Il est professeur à la London School of Economics depuis 1968 jusqu’en 2005. Il est titulaire en 2005-2006 de la chaire annuelle européenne d’anthropologie au Collège de France à Paris.

### Carrière universitaire
De 1983 à 2005, il a occupé la chaire d'anthropologie de la LSE qui fut auparavant celle de Bronislaw Malinowski.
Il a été titulaire de la chaire européenne du Collège de France pour l'année 2005-2006 (son cours s'intitulait « L'anthropologie cognitive à l'épreuve du terrain. L'exemple de la théorie de l'esprit »).
Ses recherches portent actuellement sur l'anthropologie cognitive dont il est l'un des initiateurs. Dans ses travaux précédents, il s'est intéressé notamment à l'anthropologie marxiste, à la mort et aux rites funèbres.

## Publications
- (1971) Placing the dead : tombs, ancestral villages, and kinship organization in Madagascar, London ; New York : Seminar press, « Seminar studies in anthropology », 1971 ; rééd. Prospect Heights (Ill.) : Waveland, 1994.  (ISBN 0-88133-766-8)
- (1986) From blessing to violence : history and ideology in the circumcision ritual of the Merina of Madagascar, Cambridge ; London ; New York : Cambridge University press, « Cambridge studies in social anthropology », 1986.
- Ritual, history and power : selected papers in anthropology, London : Athlone press, « Monographs on social anthropology / London School of economics », 1989.
- Prey into hunter : the politics of religious experience, Cambridge ; New York ; New Rochelle : Cambridge university press, « Lewis Henry Morgan lecture series », 1992.
- La violence du religieux, traduit de l'anglais par Catherine Cullen, Paris, Odile Jacob, 1997. Issu des 4 conférences Lewis Henry Morgan données à l'Université Rochester.  (ISBN 2-7381-0452-5)
- How we think they think : anthropological approaches to cognition, memory, and literacy, Boulder, Colo : Westview Press, 1998.  (ISBN 0-8133-3373-3) (sur l'ethnopsychologie)
- (2004) Marxism and anthropology : the history of a relationship, Reprint. London : Routledge, « Theory of anthropology », 2004. Reprod. de l'éd. de : Oxford : Clarendon press, 1983.  (ISBN 0-415-33061-0)
- (2005) Essays on cultural transmission, Oxford : Berg, 2005. (London School of economics monographs on social anthropology).  (ISBN 1-84520-286-4)
- (2006) L'anthropologie cognitive à l'épreuve du terrain : l'exemple de la théorie de l'esprit, leçon inaugurale n°184, prononcée le jeudi 23 février 2006, Paris, Collège de France, « Leçons inaugurales du Collège de France », 2006.  (ISBN 2-213-62994-3)

### Direction d'ouvrages collectifs
- (éd.), Marxist analyses and social anthropology, London ; Melbourne ; Toronto : Malaby Press, « ASA studies », 1975 ; rééd. London : Routledge, « Theory of anthropology », 2004. Reprod. de l'édition de : London : Tavistock publ., 1984.  (ISBN 0-415-33060-2)
- (éd.), Political language and oratory in traditional society, London ; New York ; San Francisco : Academic press, 1975.
- et Jonathan Parry (éd.), Death and the regeneration of life, papers presented at an Intercollegiate seminar at the London school of economics in the summer of 1980, Cambridge ; London ; New York [etc.], Cambridge university press, 1982 ; rééd. Cambridge : Cambridge university press, 1994, [1982]. Publié à partir des rapports et travaux d'un colloque organisé en été 1980 à la London school of economics.  (ISBN 0-521-27037-5).
- avec Jonathan Parry (éd.), Money and the morality of exchange, London ; New York ; Melbourne : Cambridge university press, 1989.